# Wakkerendijk
De Wakkerendijk, vroeger Wackerswech, is een dijk aan de oostzijde van Eemnes in de provincie Utrecht. De 3,5 km lange weg loopt noord-zuid en begint bij de Zandheuvelweg (N221) bij Baarn. In het verlengde deel ten noorden van Eemnes loopt de dijk door onder de naam Meentweg richting Blaricum. Aan de oostelijke zijde staat rechts van het losliggende fietspad langs de lager liggende Eemnesserpolder een kilometerslange rij eiken.

## Boerderijen
Aan de oostzijde van de dijk ligt de Eemnesserpolder, aan de westzijde is lintbebouwing met veel boerderijen uit de negentiende eeuw.
De boerderijen aan de westzijde zijn allemaal gericht op de dijk maar worden niet meer voor veehouderij gebruikt. De moderne boerderijen aan de oostzijde zijn aan het eind van de twintigste eeuw gebouwd en zijn gericht op de waterkerende dijk. De Wakkerendijk die rond 1340 werd aangelegd was een belangrijke verbindingsweg tussen Amsterdam en Amersfoort. De oorspronkelijke houten boerenwoningen zijn in de 19de eeuw vervangen door stenen boerderijen. Zij vormen een lint van historische bebouwing. Bij het dorp werd bij de Wakkerendijk is een beeld geplaatst ter herinnering aan de mennegaten, een gat in de dijk waarlangs de boer met zijn paard
bij zijn veld kon komen.

## Waterkering
De huidige polder van Eemnes was in de Middeleeuwen een groot moerasgebied. De overstromingen zorgden echter ook voor het ontstaan van vruchtbare grond. De Wakkerendijk werd in 1336 aangelegd als primaire waterkering. De afwatering werd door de dijkaanleg echter belemmerd, zodat er meer afvoersloten nodig waren. De brede kavels werden daarom gesplitst en er werden afvoersloten gegraven. De strijd tegen het water kostte veel geld toen in 1610 de Wakkerendijk als gevolg van een storm doorbrak.De zomerdijk brak evenwel meerdere keren door, waardoor de huidige waaien ontstonden. Er werd een watermolen gebouwd en er kwam een watermolen. Op de huidige Wakkerendijk lag vroeger een extra zeewerende dijk, de Hooge Weg genaamd. Het land aan de Eemzijde liep bij herfst- en voorjaarsstormen regelmatig onder door de opgestuwde Zuiderzee. In de dijk werden daarom mennegaten gemaakt om toch toegang tot de huizen en landerijen te behouden. Bij harde storm bleven deze mennegaten een risico. 

## Tussen graaf en bisschop
Tot in de 14e eeuw vormde een kreek op de plaats van de huidige Gooiergracht de onofficiële grens tussen het Graafschap Holland en het bisdom Utrecht. Toen het gebied droger werd kwam het met onduidelijke grenzen aangegeven gebied in de belangstelling te staan van de Graaf van Holland en de Bisschop van Utrecht.
De Hollandse graaf liet daarom rond 1325 met leeuwenpalen de grens markeren op de plaats van de huidige Wakkerendijk en de Meentweg. De leeuw stond symbool voor de graaf van Holland. Deze grens werd 'de rede' genoemd en hierop werd rond 1340 een weg aangelegd. Het Eemnesser gebied ten westen van de rede werd Oost-Holland genoemd.
Bij de grote brand in Eemnes op 10 juli 1885 brandden vier woningen met de nummers Wakkerendijk 17 tot 29 af.